# Ensemble, c'est tout (roman)
Pour les articles homonymes, voir Ensemble, c'est tout (homonymie).
Ne doit pas être confondu avec Ensemble, c'est trop.
Ensemble, c'est tout est un roman écrit par Anna Gavalda et sorti en 2004 aux éditions Le Dilettante. Il a fait l'objet d'une adaptation au cinéma par Claude Berri en 2007.

## Résumé
Ensemble, c'est tout décrit la rencontre entre quatre personnes perdues qui vont peu à peu se soutenir mutuellement.
Camille survit en faisant des ménages, ne mange presque plus et refuse de se remettre à sa passion, le dessin. Elle semble prisonnière d'un passé dont elle ne mentionne jamais rien. Philibert, jeune aristocrate timide habitant un grand appartement, est passionné d'histoire, souffre de troubles obsessionnels compulsifs et bégaie. Son colocataire, Franck, est un très bon cuisinier, incapable de contrôler ses paroles, et qui ne semble être tendre qu'au contact de sa grand-mère, Paulette. Paulette a 83 ans, se laisse mourir dans une maison de retraite et ne vit que pour le bonheur de son petit-fils en se souvenant de sa vie d'avant.
Tous les quatre vont se rencontrer et être réunis dans cet appartement, se connaître, se soutenir et tenter de construire quelque chose tous ensemble.

## Adaptation
Le roman a été adapté au cinéma par Claude Berri, avec Audrey Tautou et Guillaume Canet dans les rôles de Camille et de Franck. Il est sorti en 2007.

## Livre audio
Chez Gallimard audio, le 26 juin 2007, 10 heures.
Lu par : Éric Elmosnino, Kevin Orr, Anne Kreiss, Malik Zidi, Julien Rochefort, Jean-Marie Winling, Chantal Neuwirth, Ludovic Pinette, Didier Menun, Gisèle Casadesus, Kadiatou Diarra, Paulette Frantz, Georges Trillat, Stéphane Boucher, Cécile Arnaud, Anne Caillère, Pétronille Moss, Julie Gayet.